# Intergradation

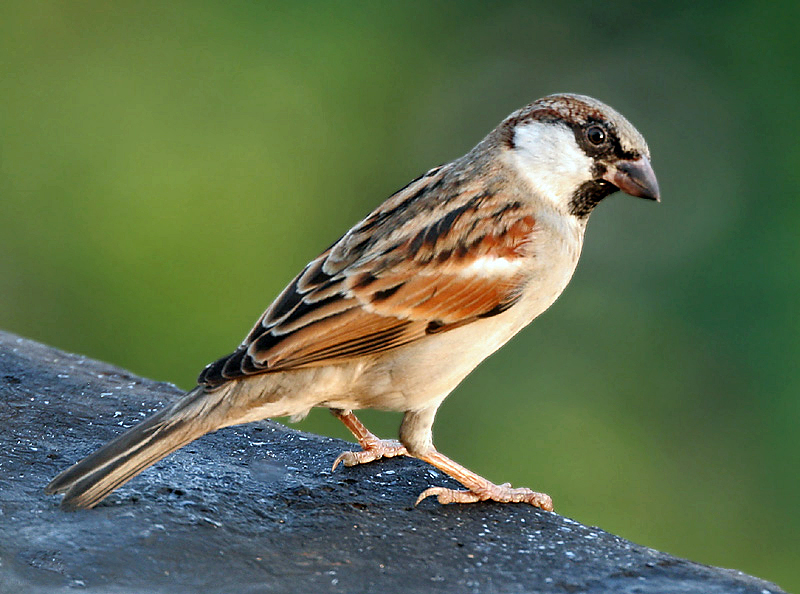
L'intergradation est fréquemment observée entre les diverses sous-espèces du Moineau domestique.

L'intergradation est, en zoologie ou en botanique, la façon dont deux sous-espèces distinctes sont reliées entre elles par des zones où les populations comportent les caractères de chacune d'elles. Il existe deux types d'intergradation.

## L'intergradation primaire
Elle survient lorsque deux sous-espèces sont reliées par une ou plusieurs populations intermédiaires, qui sont chacune intermédiaires entre leurs populations voisines et présentent plus ou moins le même taux de variabilité que toute autre population au sein de l'espèce. Les populations adjacentes et sous-espèces forment alors un cline systématique. Dans ces situations, il est généralement admis que les clines sont en relation causale (maintenue par la sélection) avec les gradients environnementaux.

## L'intergradation secondaire
Lorsque le contact entre une sous-espèce géographiquement isolée est rétabli avec l'espèce principale ou avec une autre population isolée, des croisements ont lieu tant que l'isolement n'a pas encore causé une évolution efficace de mécanismes trop particuliers. Par conséquent, une zone ou une ceinture relativement distincte d'hybridation se développe selon le degré de différence génétique et phénotypique qui a été réalisée par la sous-espèce précédemment isolée.

## Source
- (en) Cet article est partiellement ou en totalité issu de l’article de Wikipédia en anglais intitulé « Intergradation » (voir la liste des auteurs).